# 24 – A szabadulás
A 24 – A szabadulás (eredeti cím: 24: Redemption) a 24 amerikai televíziós sorozat hatodik és hetedik évada közti átvezető epizódja, mely a magyar DVD-kiadásban A szabadulás címet kapta. Eredetileg 24: Exile (Száműzött) címmel vetítették volna, de ezt az utolsó pillanatban megváltoztatták. A forgatókönyvírók 2007-2008-as sztrájkja, Kiefer Sutherland másfél hónapos börtönbüntetése és a Chloe O’Briant játszó Mary Lynn Rajskub terhessége miatt el kellett halasztani a sorozat hetedik évadának vetítését egy évvel. „Kárpótlásul”, s az érdeklődés fenntartása végett leforgatták ezt a 82 perces tévéjátékot, amelyet 2008. november 23-án vetített először a FOX. Eredeti tervek szerint a hetedik évad Afrikában játszódott volna, ám ez túl drágának bizonyult, így letettek róla, s az átvezetés helyszínévé tették csak – ám a történetnek jócskán lesz kihatása a hetedik évad cselekményére.
Magyarországon az M1 vetítette először 2011. június 20-án és 21-én.

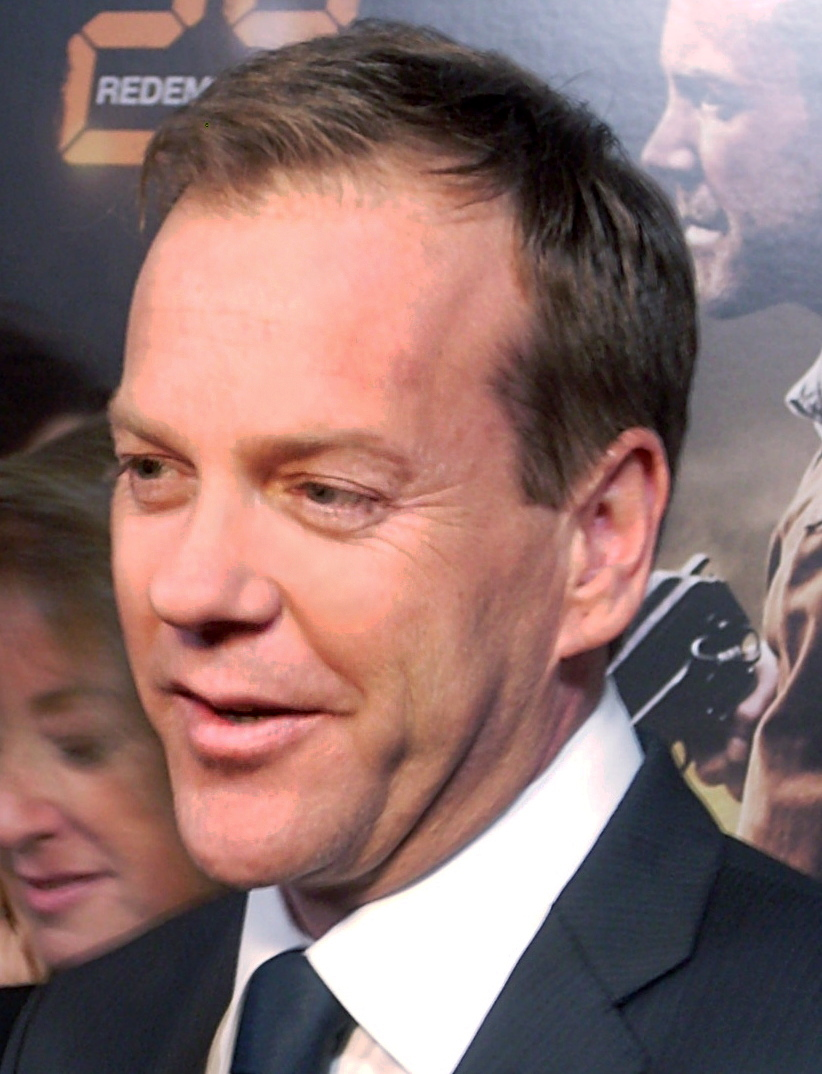
Kiefer Sutherland a bemutatón

## Cselekmény
A cselekmény délután három és öt óra közt zajlik, a megszokott módon, valós időben. Jack Bauer egy fiktív afrikai országban, Sangalában (amely leginkább Ruandára hasonlít) bujkálva éli mindennapjait. A zsarnok Juma tábornok válogatás nélkül öli itt az ország polgárait, s a gyerekeket is erőszakkal sorozzák be a puccsista hadseregbe. Az USA – amelynek első női elnökét, Allison Taylort épp ekkor iktatják be hivatalába – megszünteti az országban a külképviseletét, ahová Jack szeretne néhány fiatalt bejuttatni, hogy azok menedéket kapjanak az öldöklés elől. Mivel barátja, Carl Benton, a háborús árvák iskolájának vezetője feláldozza életét a gyerekek menekülése érdekében, így Jacknek kell őket elvinni a követségre – ez viszont azzal jár, hogy őrizetbe veszik és számolnia kell régebbi tetteinek következményeivel.

## Díjak és jelölések
Kiefer Sutherland 2009-ben többek között Golden Globe és Emmy-díj jelölést is kapott a filmben nyújtott alakításáért, de végül nem sikerült nyernie.

## DVD
Két nappal az eredeti bemutató után, 2008. november 25-én már a DVD-kiadás is elérhető volt, a televízióban vetítettnél néhány perccel hosszabb, 102 perces változatban. Magyarországon 2010. július 21-én jelent meg,  A Szabadulás címmel. A kiadás az előző gyakorlatnak megfelelően csupán feliratos változatban elérhető, az extrák viszont feliratot sem kaptak.

## Szereplők
- Jack Bauer szerepében Kiefer Sutherland
- Carl Benton (Jack régi barátja) szerepében Robert Carlyle
- Willie (háborús árva) szerepében Siyabulela Ramba
- Allison Taylor (az Amerikai Egyesült Államok új elnöke) szerepében Cherry Jones
- Henry Taylor (az elnök férje, a First Gentleman) szerepében Colm Feore
- Roger Taylor (az elnök fia) szerepében Eric Lively
- Samantha Roth (Roger Taylor barátnője) szerepében Carly Pope
- Noah Daniels (leköszönő elnök) szerepében Powers Boothe
- Ethan Kanin szerepében Gunton Bob
- Tom Lennox szerepében Peter MacNicol
- Tramell Frank szerepében Gil Bellows
- Juma (sangalai diktátor) Tony Todd
- Ike Dubaku (Juma hadnagya) szerepében Hakeem Kae-Kazim
- Youssou Dubaku (Ike öccse) Zolile Nokwe
- Chris Whitley szerepében Kris Lemche
- Jonas Hodges szerepében Jon Voight
- Charles Solenz (ENSZ alkalmazott) szerepében Sean Michael
- Ule Matobo (Sangala miniszterelnöke) szerepében Isaach De Bankolé